# Reinold I. von Dassel
Reinold I. von Dassel, auch Reinhold (urkundlich erwähnt 1113/1127), entstammte einem ab 1113 unvermittelt auftretenden edelfreien Geschlecht im südlichen Sachsen, das sich nach seinem Stammsitz Dassel, in der gleichnamigen Grafschaft Dassel im heutigen Landkreis Northeim von Niedersachsen, benannte.

## Leben
Nach dem Helmhäuser Traditionskodex sind Dietrich und Kunhild seine Eltern gewesen. Seine Schwester Helmburg soll mit Dedi von Ziegenberg verheiratet gewesen sein. Er hatte wahrscheinlich einen Bruder Johannes, der Kanzler von König Konrad III. war.
Er war Lehnsmann des letzten Northeimer Grafen Siegfried IV. von Boyneburg und hatte die Gerichtsbarkeit im Suilbergau, der späteren Grafschaft Dassel, inne. Ferner war er dessen Untervogt bei den Klöstern Corvey und Northeim.
Reinold gelangte durch persönliche Tüchtigkeit zu reicher Begüterung und konnte sich daher Graf nennen. Somit war er der Begründer der Grafschaft Dassel. Er baute seinen Herrschaftsbereich stetig aus. Grundlage dafür waren vielfältige Amts-, Lehens- und Familienverbindungen, die sich über den Solling mit der Grafschaft Nienover bis an die obere Weser und Diemel nach Hessen und andererseits südlich bis ins nördliche Thüringen zu den Lobdeburgern Grafen erstreckten.

### Ehe und Kinder
Vermutlich war er heiratet mit Gräfin Mathilde von Schauenburg (* um 1100) und wahrscheinlich gingen aus dieser Ehe folgende Kinder hervor:
- Graf Ludolf I. von Dassel
- Graf Rainald von Dassel, Erzbischof von Köln
- Gepa von Dassel, Äbtissin (zweite dieses Namens) im Kloster der heiligen Ursula zu Köln